# Vibeke Lunde
Vibeke Lunde   (Christiania, 21 de març de 1921 - Oslo, 12 d'agost de 1962), de soltera Vikebe Arneberg, va ser una regatista noruega, vencedora d'una medalla olímpica.
El 1952 va prendre part en els Jocs Olímpics d'Estiu de Hèlsinki, on va guanyar la medalla de plata en la classe de 5,5 metres del programa de vela. A bord de l'Encore, formà tripulació junt al seu marit, Peder Lunde, i Børre Falkum-Hansen.